# Football.ua
Football.ua — спортивний портал в Україні, присвячений футболу. Мова сайту російська. Після 24 лютого 2022 сайт перейшов на українську і почав вести щоденну рубрику «Війна, день …» та «Російська агресія».
Сайт розпочав роботу в березні 2006 року.
Має аудиторію близько 250 тисяч відвідувачів щодня (за даними на грудень 2011 року).
Серед зареєстрованих користувачів сайту проводяться змагання з Фентезі-футболу по різних чемпіонатах, а також турнір прогнозистів.

## Рубрики
Постійні розділи: Україна, Англія, Італія, Іспанія, Німеччина, Аргентина, Бразилія, Франція, Нідерланди, Португалія, Туреччина — в яких сайт висвітлює останні новини футболу в цих країнах. Також висвітлюються чемпіонати Греції, США, Бельгії, країн СНД і Балтії, Мексики, Японії, Східної Європи, Австрії та Швейцарії.
Також на сайті є авторські матеріали в рамках спецпроєктів: «Чтиво», «Бей-Беги», «Глобус Украины», «Calcio dello Stivale», «Скаут», «50 лучших», «Ретро Футбол», «4-4-2», «Своя рубашка» та авторські колонки. Ряд журналістів ведуть свої конференції.
В знак протесту до російської анексії Криму та агресії військ РФ на сході України у 2014 р. — сайт припинив огляд російського чемпіонату. У березні 2017 року сайт заблокований на території РФ.
З 24 лютого 2022 сайт перейшов на українську й почав вести щоденну рубрику «Війна, день …» та «Російська агресія».

## Контент користувачів
На сайті передбачені інструменти, присутні новим медіа, такі як коментування статей, голосування та конкурси, конференції з авторами порталу і запрошеними гостями, а також блоги. Автори сайту також спілкуються з користувачами в офіційних групах сайту, розміщених у соціальних мережах «Twitter», «Facebook» та «ВКонтакті».

### Блоги
З грудня 2011 року зареєстровані користувачі Football.ua можуть вести власні блоги на сервісі «Спортивные блоги iSport.ua». Сервіс існує з початку березня 2011 року, коли розпочав роботу у тестовому режимі. Основні його можливості стали доступні зареєстрованим користувачам iSport.ua з дати офіційного запуску — 24 березня 2011 року.
Користувачі сервісу можуть писати записи до свого блогу (з можливістю публікувати їх у категоріях-рубриках та спільнотах за інтересами), а також коментувати записи інших користувачів. Періодично в рамках рубрик «Блогобоз» та «Лучшее из блогов» окремі записи блогерів або їх анонси публікуються на сайтах iSport.ua та Football.ua. Окрім звичайних користувачів і співробітників iSport.ua та Football.ua, на сервісі, зокрема, представлені відомі в галузі спорту і медіа компанії.
До створення сервісу «Спортивные блоги iSport.ua» Football.ua мав власний сервіс блогів, що працював на платформі Hiblogger.net. З 11 грудня 2007 до початку січня 2008 року, коли відбувся офіційний анонс, сервіс «Блоги на Football.ua» працював у тестовому режимі. Окрім користувачів Football.ua, серед авторів блогів були спортивні журналісти та футболісти. Періодично на Football.ua публікувалися обрані статті блогерів або їх анонси. Зокрема, у 2008 році серед блогерів проводився конкурс «Блог-лига», статті-переможці якого були анонсовані та опубліковані на порталі, а один з учасників конкурсу — Сергій Бабарика (Marcover), отримав колонку на Football.ua і згодом увійшов до складу редакції журналу «Футбол». Вранці 17 червня 2009 року сервіс блогів перестав бути складовою Football.ua, перейшовши до управління Hiblogger.net.